# FC Rot-Weiß Erfurt
FC Rot-Weiß Erfurt este un club de fotbal din Erfurt , Germania care evoluează în 3. Liga.

## Lotul sezonului 2016-2017
| Nr. |          | Poziție | Jucător          |
| --- | -------- | ------- | ---------------- |
| 1   | Germania | P       | Philipp Klewin   |
| 2   | Germania | F       | Fabian Hergesell |
| 3   | Germania | F       | Jonas Struß      |
| 4   | Germania | F       | Jannis Nikolaou  |
| 6   | Germania | F       | André Laurito    |
| 7   | Germania | M       | Theodor Bergmann |
| 8   | Albania  | M       | Liridon Vocaj    |
| 9   | Turcia   | A       | Tugay Uzan       |
| 10  | Germania | M       | Daniel Brückner  |
| 11  | Germania | A       | Aloy Ihenacho    |
| 13  | Polonia  | M       | Sebastian Tyrała |
| 16  | Germania | P       | Erik Domaschke   |

| Nr. |          | Poziție | Jucător            |
| --- | -------- | ------- | ------------------ |
| 17  | Germania | F       | Luka Odak          |
| 18  | Germania | M       | Okan Aydın         |
| 19  | Germania | A       | Max Pommer         |
| 20  | Finlanda | F       | Mikko Sumusalo     |
| 21  | Germania | F       | Jens Möckel        |
| 22  | Germania | M       | Christoph Menz     |
| 23  | Germania | F       | Pablo Pigl         |
| 25  | Germania | F       | Mario Erb          |
| 27  | Germania | A       | Carsten Kammlott   |
| 29  | Germania | M       | Samir Benamar      |
| 33  | Germania | M       | Tobias Kraulich    |
| 37  | Germania | A       | Christopher Bieber |